# ماوریک (سیگار)
ماوریک  (به انگلیسی: Maverick) یک برند سیگار ایجاد شده در ایالات متحده آمریکا است؛ که در حال حاضر توسط امپریال توباکو تولید می‌شود. این برند در سال ۱۹۸۶ پایه‌گذاری گردید.